# نيكولاس أومونوك
نيكولاس أومونوك (ولد حوالي عام 1999) هو ناشط أوغندي في مجال العدالة المناخية ومؤسس حركة End Fossil Occupy Uganda، وهي حركة تدعو إلى التخلص التدريجي من الوقود الأحفوري والانتقال العادل (عملية تحويل الاقتصادات والمجتمعات نحو الاستدامة مع ضمان العدالة والمساواة للجميع، وخاصة أولئك الأكثر عرضة للتغيرات) في أفريقيا.
حصل أومونوك على درجة في اقتصاد الأراضي من جامعة كيامبوجو، وشارك في حملات ومؤتمرات مناخية دولية، بما في ذلك أحداث المناخ العالمية مثل المنتدى الأوروبي في ألباخ في النمسا، ومؤتمرات المناخ السنوية لاتفاقية الأمم المتحدة الإطارية بشأن تغير المناخ مثل مؤتمرات الأمم المتحدة السنوية بشأن تغير المناخ.

## الحياة المبكرة والتعليم
نشأ أومونوك في عائلة رعوية في باليسا، شرق أوغندا. ينحدر من قبيلة إيتيسو، حيث يكون لكل طفل مسؤوليات منزلية محددة. أمضى جزءًا كبيرًا من طفولته يواجه فقدان الاستقرار الاقتصادي بسبب الظروف البيئية مثل الجفاف. يحمل أومونوك درجة البكالوريوس في العلوم في اقتصاديات الأراضي وتقييم الأراضي والممتلكات (المساحة) من جامعة كيمبوغو.

## النشاط
أسس أومونوك حركة End Fossil Occupy Uganda، وهي حركة مناخية محلية تدعو إلى التخلص التدريجي من الوقود الأحفوري والانتقال العادل لأفريقيا. لقد كان جزءًا من الحملات المناخية لحث الحكومات وشركاء التنمية على التوقف عن تمويل طاقة الوقود الأحفوري في جميع أنحاء العالم من أجل الحصول على مستقبل مستدام للجميع.
خلال منتدى ألباخ الأوروبي في النمسا، دعم إضرابًا من أجل المناخ حيث روى أيضًا من خلال بودكاست كيف يجبر تغير المناخ عددًا لا يحصى من الناس في وطنه على بيع ممتلكاتهم والفرار إلى بلدان أخرى. لقد دعم نشاطًا للسباحة من أجل المناخ في Dreirosenbrücke في بازل بسويسرا والذي كان يهدف إلى إظهار العلاقة بين إنتاج النفط والهجرة. مثل أومونوك فئة الشعوب والمناطق الأكثر تضررًا (MAPA) في مؤتمري الأمم المتحدة 27 و28، داعيًا إلى التخلص التدريجي من الوقود الأحفوري وتفعيل صندوق الخسائر والأضرار.
في ديسمبر 2023، حضر مؤتمر الأمم المتحدة للتغير المناخي 2023 في الإمارات العربية المتحدة . مؤتمر الأمم المتحدة لتغير المناخ أو مؤتمر الأطراف في اتفاقية الأمم المتحدة الإطارية بشأن تغير المناخ، والذي يشار إليه عادة باسم COP، كان مؤتمر الأمم المتحدة الثامن والعشرون لتغير المناخ والذي يعقد سنويًا لمدة أسبوعين. في عام 2024، شارك في تنظيم تحالف أغابي إيرث، وهي منظمة موحدة تضم نشطاء المناخ الشباب والمنظمات غير الحكومية ومجموعات الحركة الشعبية كأعضاء. وقد تمت دعوته أيضًا إلى مؤتمر الأطراف التاسع والعشرين في أذربيجان.

### نقد الوقود الأحفوري
تعتبر مشاريع الوقود الأحفوري مثل خط أنابيب النفط الخام في شرق إفريقيا في أوغندا (EACOP) بمثابة إمكانية لتحفيز النمو الاقتصادي وتحسين الوصول إلى الطاقة، على الرغم من أنها أثارت مخاوف بيئية وعارضها النشطاء البيئيون بما في ذلك أومونوك. انتقد أومونوك تورط الشركات في مشاريع الوقود الأحفوري المثيرة للجدل على المستوى المحلي والدولي. عارض مشاريع الوقود الأحفوري بسبب تأثيراتها المحتملة على المجتمعات المحلية.
الاتحاد الأوروبي
في أكتوبر 2023، دعا أومونوك إلى جانب محامي حقوق الإنسان ماكسويل أتوهورا المشرعين في الاتحاد الأوروبي إلى دعم توجيه العناية الواجبة بالاستدامة المؤسسية (CSDDD). وذكر أن التوجيه من شأنه أن ينشئ آليات للمساءلة، وتمكين سبل الانتصاف من الانتهاكات البيئية وانتهاكات حقوق الإنسان المتعلقة بالشركات الأوروبية في أوغندا، حيث يكون اللجوء القانوني محدودًا. ومع ذلك، يعارض التوجيه بعض مجموعات أصحاب المصلحة والدول الأعضاء في الاتحاد الأوروبي الذين يرون أنه سيفرض أعباء تنظيمية مفرطة، ويزيد من تكاليف الامتثال، وقد يضر بالقدرة التنافسية، خاصة بالنسبة للمؤسسات الصغيرة والمتوسطة.